# Fabriciola phuketensis
Fabriciola phuketensis är en ringmaskart som beskrevs av Fitzhugh 1999. Fabriciola phuketensis ingår i släktet Fabriciola och familjen Sabellidae. Inga underarter finns listade i Catalogue of Life.